# Upplands runinskrifter 852
Upplands runinskrifter 852 är flera runstensfragment som tidigare satt inmurade i Balingsta kyrkas vapenhus. Alla fragmenten har varit försvunna men två av dem har återfunnits och förvaras i Viks slott.
En teckning från omkring 1870 i Antikvarisk-topografiska arkivet avbildar åtta av fragmenten, med uppgiften att de påträffats dels i östra väggen av vapenhuset till Balingsta kyrka, dels utanför kyrkogårdsmuren vid grävandet av ett avloppsdike. En utförligare beskrivning finns från 1873, då några av fragmenten påträffades i samband med att Upplands runinskrifter 851 plockades ur muren i Balingsta kyrkas vapenhus. De övriga fragmenten skall ha påträffats några år senare i samband med att ett större avloppsdike togs upp på kyrkogården. Totalt skall 25 fragment ha samlats in.

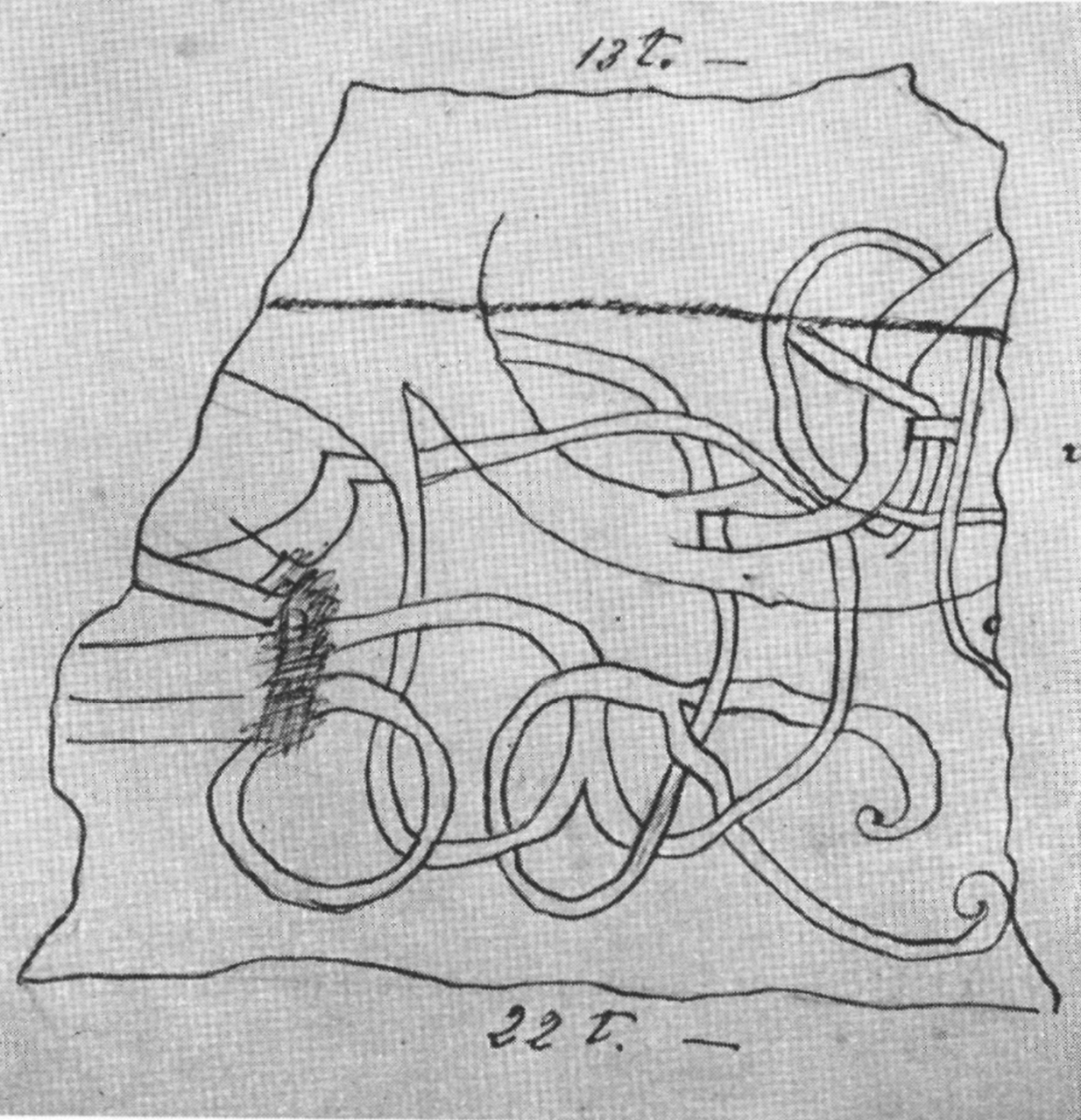
Ett av runstensfragmenten som tillhör U 852 från Balingsta kyrka

## Inskriften
Translitterering av runraden:
[...s : ok ...]
Normalisering till runsvenska:
[... ok ...]
Översättning till nusvenska:
... och ...